# ブルース・ジェイ・フリードマン

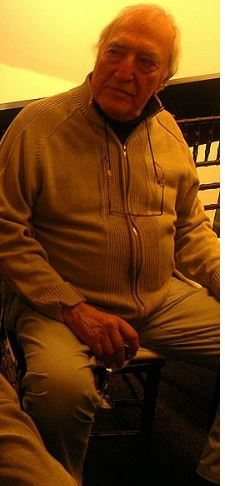
ブルース・ジェイ・フリードマン（2014年）

ブルース・ジェイ・フリードマン（Bruce Jay Friedman、1930年 - 2020年6月3日）は、アメリカ合衆国の小説家、劇作家、脚本家である。ブルース・J・フリードマン名義もある。

## 来歴
ニューヨーク市ブロンクス出身。ミズーリ大学を中退し、空軍の広報活動を経て、男性誌の編集に従事する。
23歳の時、最初の短編が「ニューヨーカー」誌に掲載。現代アメリカ社会におけるユダヤ人の生活をペーソスとユーモアで描いた「スターン氏のはかない抵抗」(1962年)で、ジョン・ホークス、ジェイムズ・バーディ等とともに、ブラック・ユーモアの旗手として知られる。また、1964年の「お母さんのキス」がベストセラーになる。
戯曲「スクーバ・ドゥーバ」（1967年)はオフ・ブロードウェイで成功を収める。他の作品に「ハリー・タウンズについて」（1974年)など。
またエッセイ集「THE LONELY GUY」が、「スティーブ・マーティンのロンリー・ガイ」として映画化された他、コメディ映画の脚本も執筆している。

## 翻訳された著書
- 『スクーバ・ドゥーバ 今日の英米演劇 第5』白水社、1968
- 『スターン氏のはかない抵抗 新しい世界の文学54』 沼沢洽治 訳 白水社 1971 のち白水Uブックス　1984
- 『黒い天使たち』 浅倉久志訳 早川書房 1972
- 『刑事 新しい世界の文学71』沼沢洽治 訳 白水社 1975

## 映画
- ふたり自身 (1972)	原作
- フォア・プレイ (1975)<未>	原案
- スター・クレイジー (1980)	脚本
- ダン・アイクロイドの Ｄｒ.デトロイトを探せ！ (1983)<未>	脚本
- スティーブ・マーティンの ロンリー・ガイ (1983)<未>	原作
- スプラッシュ (1984)	脚本/原案
- ライラにお手あげ (2008)<未>	原作